# Хлестов, Алексей Иванович
Алексе́й Ива́нович Хлесто́в (род. 23 апреля 1976, Минск) — белорусский исполнитель, неоднократный обладатель титула «Лучший певец года» Беларуси. Выпустил три сольных альбома и несколько синглов.

## Информация
Первый диск «Ответь мне почему» стал абсолютным лидером продаж аудиопродукции в Беларуси по итогам 2004 года.
Алексей Хлестов принял участие в Международном конкурсе молодых исполнителей «Новая волна-2005» в Юрмале.
Также Хлестов первый в Беларуси, чьи концерты трижды проходили с аншлагами на главной сцене страны — во Дворце Республики. Алексей продолжает успешно гастролировать по стране и по сей день.
В 1996 году уехал петь в Бахрейн.
В 2004 году Хлестов записал дуэт с Алексеем Глызиным (песня «Зимний сад»), в 2005 году был записан дуэт с Леной Князевой (песня «Две звезды»), в 2009 году — два дуэта с Заслуженной артисткой Беларуси Инной Афанасьевой (песни «Когда-нибудь», «Держи меня»), а весной 2010 года был записан дуэт с певцом, композитором и сопродюсером «Новой волны» Брендоном Стоуном (песня «Где-то в дали»).
Алексей Хлестов является постоянным участником Международного фестиваля искусств «Славянский базар в Витебске», телепроектов «Песня года Беларуси», «Серебряный граммофон», «Живой звук» и др.

## Награды, дипломы конкурсов и фестивалей
- 1993 год:
  - приз зрительских симпатий, II Республиканский конкурс молодых исполнителей (г. Минск, Беларусь)
- 2003 год:
  - финалист телефорума «На перекрестках Европы»
  - приз зрительских симпатий, телефестиваль «Хит-момент»
- 2004 год:
  - обладатель титула «Лучший певец года», диплом от «Русского Радио в Беларуси»[6]
  - «Продюсер года», национальный телефорум «На перекрестках Европы»
  - обладатель премии «Золотое Ухо», радиопремия, учрежденная Министерством информации Республики Беларусь и «Альфа Радио»
- 2005 год:
  - дипломант Международного конкурса молодых исполнителей популярной музыки «Новая волна-2005» в Юрмале.
  - участник российского телевизионном проекта «Секрет успеха» (РТР)
  - финалист национального телефорума «На Перекрестках Европы».
- 2006 год:
  - победитель в номинации «Лучший сингл года», премия «Мистерия звука».
  - обладатель премии «Золотое Ухо», радиопремия, учрежденная Министерством информации Республики Беларусь и «Альфа Радио»
  - финалист телефестиваля «Песня года в Беларуси».
- 2007 год:
  - обладатель радиопремии «Золотое Ухо».
  - почетный диплом «За творческие достижения», Международный фестиваль Парламентского собрания Союза Беларуси и России (г. Ростов-на-Дону).
- 2008 год:
  - победитель спортивного телешоу «Великолепная семерка. Эпизод: конный спорт» (канал ЛАД)
  - финалист спортивно-развлекательного шоу «Битва городов» (телеканал ОНТ).
  - финалист фестиваля «Песня года», телепроекта «Серебряный граммофон».
- 2009 год:
  - финалист национального отборочного тура «Танцевальное Евровидение 2009»
  - победитель в номинации «Лучший певец года» Музыкальной телепремии телеканала СТВ.

2015 год: 
- Записывает дуэт с Денисом Майдановым "Ты брат". Песня становится саундтреком к фильмы "Мы - братья". В этом же году выходит видео на дуэт.
- В июне 2015 года Алексей дал большой сольный концерт у стен Мирского замка. Телеверсию концерта показал в эфире телеканал "ОНТ".

2016 год: 
- Алексей Хлестов выпускает свой третий альбом "Ты больше не моя", который включает в себя 13 композиций.
- К своему 40-летию Алексей сыграл главную роль в спектакле СХТ "Итальянский триоугольник".
- Композиция "Беларусь" в исполнении Хлестова становится гимном V Всебелорусского народного собрания.

2017-2018 годы:
- Артист выпускает такие синглы, как "Что-то не так", "Такая любовь", "Наполовину", которые становятся лидерами хит-парадов. Сингл "Что-то не так" долгое время удерживал верхние строчки чарта Itunes Belarus. Данные композиции получили премию "Песня года Беларуси".

2019 год:
- Сингл "Наступит ли завтра для нас" получает премию "Песня года Беларуси".
- Сингл "Солнце мое" стал своего рода экспериментом в творчестве Алексея. Песня становится абсолютным лидером ротаций в эфире белорусских радиостанций, занимает верхние строчки хит-парадов и чарта Itunes Belarus.